# 23057 Angelawilson
23057 Angelawilson è un asteroide della fascia principale. Scoperto nel 1999, presenta un'orbita caratterizzata da un semiasse maggiore pari a 2,5809624 UA e da un'eccentricità di 0,1720799, inclinata di 6,80712° rispetto all'eclittica.